# 神祕禾粉蝨
神祕禾粉蝨（学名：Agrostaleyrodes arcanus）为粉蝨科禾粉蝨屬下的一个种。